# Àcid maleic
|  | No s'ha de confondre amb àcid màlic o àcid malònic. |

L'àcid maleic, àcid Z-butenedioic o àcid cis-butenedioic és un compost orgànic, concretament un àcid dicarboxílic (molècula amb dos grups carboxil). Altres noms pels quals se’l coneix són àcid malènic, àcid maleinic i àcid toxílic.
L'àcid maleic és l'isòmer cis de l'àcid butenedioic, mentre que l'àcid fumàric és l'isòmer trans.

## Propietats físiques
Les propietats físiques de l'àcid maleic són molt diferents de les de l'àcid fumàric. L'àcid maleic és una molècula menys estable que el fumàric. La diferència en calor de combustió és de 22,7 kJ/mol.
Làcid maleic és soluble en aigua, mentre que l'àcid fumàric no ho és pas. El punt de fusió de l'àcid maleic (131-139 °C) és també molt inferior de la de l'àcid fumàric (287 °C). Ambdues propietats de l'àcid maleic poden ser explicades tenint en compte els ponts d'hidrogen intramoleculars que tenen lloc gràcies a les interaccions intermoleculars.

## Síntesi
En la indústria, l'àcid maleic és derivat de l'anhídrid maleic per hidròlisi. L'anhídrid maleic és produït a partir del benzè o del butà en un procés d'oxidació.
Reaccions:
- Isomerització. L'àcid maleic i l'àcid fumàric no poden ser interconvertits normalment perquè la rotació al voltant d'un doble enllaç carboni-carboni no és energèticament favorable. Al laboratori, la conversió del cis isòmer al trans isòmer és possible per l'aplicació de llum i una petita quantitat de bromina.[2] La llum converteix la bromina elemental en una bromina radical, que s'uneix a l'alquè en una reacció d'addició de radical i s'obté un radical bromo-alquè; i ara la rotació de l'enllaç simple és possible. Els radicals de bromina es recombinen i es forma l'àcid fumàric.

Un altre mètode (utilitzat com una demostració a classe), l'àcid maleic és transformat a àcid fumàric pel procés d'escalfar l'àcid maleic en una solució d'àcid M-hidroclòric. L'addició reversible de H+ condueix a la rotació lliure de l'enllaç C-C central i la formació d'àcid fumàric més estable i menys soluble. En indústria, l'àcid fumàric també és produït a partir de l'àcid maleic per isomerització catalítica amb àcids minerals, bromats o tiourea. Gràcies a la gran diferència en la solubilitat en aigua la purificació de l'àcid fumàric és més fàcil
- L'àcid maleic és una matèria primera industrial per a la producció d'àcid glioxílic per ozonòlisi.[3]
- L'àcid maleic es converteix en anhídrid maleic per deshidratació, i en àcid succínic per hidrogenació (etanol/palladium sobre carbó[4]). Aquest reacciona amb clorur de tionil o clorur de fòsfor (V) per donar el clorur d'àcid maleic (no és possible aïllar el mono clorur d'àcid).
- L'àcid maleic és un reactiu en moltes reaccions Diels-Alder

## Maleat
L'ió maleat és la forma ionitzada de l'àcid maleic. L'ió maleat és útil en bioquímica com a inhibidor de reaccions de la transaminasa. Els èsters de l'àcid maleic són anomenats també maleats, per exemple el maleat de dimetil.